# 新伊塔科洛米
新伊塔科洛米是巴西巴拉那州的一个市镇，1990年9月28日起成為市鎮。當地总面积162.163平方公里，总人口2816人，人口密度17.4人/平方公里。